# Łysogóra
Łysogóra (Duits: Keppurdeggen; 1938-1945: Kühlberg) is en plaars in het Poolse woiwodschap Ermland-Mazurië, in het district Gołdapski. De plaats maakt deel uit van de gemeente Dubeninki.